# Фанчес, Рон
Рон Фанчес (англ. Ron Funches; род. 12 марта 1983 года) — американский актёр кино и телевидения. Рон Фанчес родился в Калифорнии, детство провел в Чикаго, подростком переехал в Салем, штат Орегон. Фанчес начал свою комедийную карьеру в Портленде, штат Орегон, в возрасте 23 лет. После переезда в Лос-Анджелес в 2012 году он начал появляться в качестве гостя в комедийных сериалах: Миднайт, Техас (англ. Midnight, сериал, 2017–2018); Малейни (англ. Mulaney, сериал, 2014–2015) и Шоу Кролла (англ. Kroll Show, сериал, 2013–2015).

## Биография
Рональд Кайл Фанчес родился 12 марта 1983 года в Лос-Анджелесе, штат Калифорния, США. Детство Рона прошло в районе Вудлон в Чикаго, штат Иллинойс, США, где он жил вместе с матерью и сестрой. Мать Рона Фанчеса была социальным работником. В возрасте 13 лет Рон переезжает в Салем, штат Орегон, США к отцу, который работал там трубочистом. После окончания средней школы Рон Фанчес переезжает в Портленд, штат Орегон, США, где начинает работать (в этот период жизни ему довелось быть и сотрудником в банковском колл-центре и продавцом в продуктовом магазине).

## Личная жизнь
С 2020 года Рон Фанчес живет в Лос-Анджелесе со своей женой и сыном. Рон открыто говорит о том, что его сын страдает аутизмом.

## Фильмография
| Год       | Русское название         | Оригинальное название | Роль                 | Примечания                 |
| --------- | ------------------------ | --------------------- | -------------------- | -------------------------- |
| 2013      | Крэш и Бернштейн         | Crash & Bernshtein    | Роланд               | Сериал/ снялся в 5 сериях  |
| 2013      | Новенькая                | New Girl              | уличный музыкант     | Сериал/ эпизодическая роль |
| 2014-2016 | Непригодные для свиданий | Undateable            | Шелли, друг Джастина | сериал/ главная роль       |
| 2015      | Крепись!                 | Get Hard!             | Жожо                 | фильм                      |
| 2016      | Тролли                   | Trolls                | Купер                | мультфильм/ голос          |
| 2017      | Бессильные               | Powerless             | Рон                  | сериал/ главная роль       |
| 2019      | Окей, Лекси!             | Jexi                  | Крейг                | фильм                      |
| 2019      | Николь                   | Noelle                | Эльф Мортимер        | фильм                      |
| 2019      | Всё схвачено             | Man with a Plan       |                      | сериал/ снялся в 5 сериях  |
| 2020      | Любовь Сильви            | Sylvie's Love         |                      | фильм                      |
| 2020      | Тролли. Мировой тур      | Trolls World Tour     | Купер                | мультфильм/ голос          |